# 茶汤 (小吃)

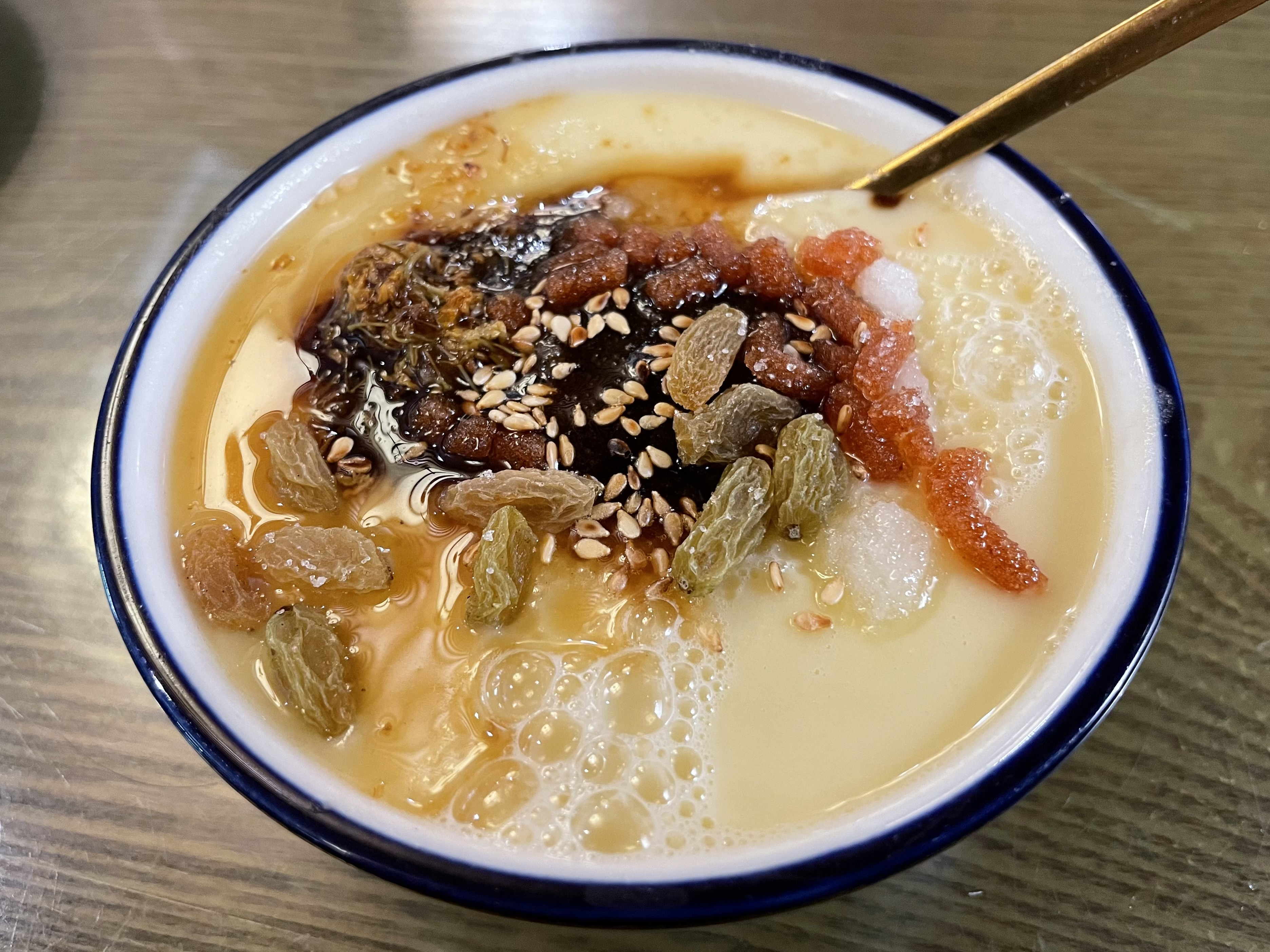
北京茶汤

茶汤，是一種传统小吃，味甜、香醇，味道细腻，主要分為山东茶汤和北京茶汤。茶汤的製作方法是在炒熟的糜子面上放上紅糖，再用开水冲食。相传茶汤起源于明朝；茶汤是用开水冲熟而成，猶如泡茶，故得名「茶汤」。由於北京茶汤多是用壶口為龙嘴狀的壶來冲制，因此又被稱為龙茶。